# Haplochernes kraepelini
Haplochernes kraepelini är en spindeldjursart som först beskrevs av Albert Tullgren 1905.  Haplochernes kraepelini ingår i släktet Haplochernes och familjen blindklokrypare. Inga underarter finns listade i Catalogue of Life.